# II. třída okresu Uherské Hradiště
II. třída okresu Uherské Hradiště také Okresní přebor okresu Uherské Hradiště je fotbalová soutěž, které se mají právo účastnit kluby z okresu Uherské Hradiště. Spolu s dalšími II. třídami z jiných okresů představuje v hierarchii českých fotbalových soutěží 8. nejvyšší stupeň.
Vítěz postupuje do I. B třídy Zlínského kraje, sestupující celky (jejich počet se může každou sezónu lišit) padají do III. třídy okresu Uherské Hradiště.

## Herní systém
Účastnických 14 mužstev se utká každý s každým dvakrát, jednou na domácím a jednou na soupeřově hřišti. Celkem každý tým sehraje za sezónu 26 zápasů.

## Vítězové
| Ročník    | Vítězný tým                             |
| --------- | --------------------------------------- |
| 1961/1962 | TJ Spartak Hluk                         |
| 1962/1963 | TJ Slavoj Ostrožská Nová Ves            |
| 1963–1966 | …                                       |
| 1966/1967 | TJ Sokol Nivnice                        |
| 1967–1971 | …                                       |
| 1970/1971 | TJ Sokol Újezdec-Těšov                  |
| 1971–1973 | …                                       |
| 1973/1974 | TJ Sokol Topolná                        |
| 1974/1975 | TJ Sokol Újezdec-Těšov                  |
| 1975–1979 | …                                       |
| 1979/1980 | TJ Lokomotiva Uherský Ostroh            |
| 1980/1981 | TJ JZD Jiřího Dimitrova Nivnice         |
| 1981–1986 | …                                       |
| 1986/1987 | TJ Sokol Prakšice                       |
| 1987/1988 | TJ Spartak Hluk                         |
| 1988/1989 | TJ Zeveta Bojkovice                     |
| 1989/1990 | TJ Spartak Hluk                         |
| 1990/1991 | TJ Vlčnov                               |
| 1991/1992 | TJ Bílovice                             |
| 1992/1993 | SK Hospodářské služby Hradčovice        |
| 1993/1994 | 1. FC Polešovice                        |
| 1994/1995 | TJ Sokol Nedakonice                     |
| 1995/1996 | SFK Břestek                             |
| 1996/1997 | TJ Tupesy                               |
| 1997/1998 | TJ Sokol Slavkov                        |
| 1998/1999 | FC Slovácká Slavia Uherské Hradiště „B“ |
| 1999/2000 | SK Březolupy                            |
| 2000/2001 | TJ Sokol Ořechov                        |
| 2001/2002 | TJ Šumice                               |
| 2002/2003 | TJ Slavoj Jarošov                       |
| 2003/2004 | TJ Zlámanec                             |
| 2004/2005 | FC Bánov                                |
| 2005/2006 | TJ Korytná                              |
| 2006/2007 | TJ Osvětimany                           |
| 2007/2008 | TJ Zlámanec                             |
| 2008/2009 | TJ Sušice                               |
| 2009/2010 | TJ Tatran Havřice                       |
| 2010/2011 | TJ Sokol Nedakonice                     |
| 2011/2012 | TJ Nivnice                              |
| 2012/2013 | Fotbal Kunovice                         |
| 2013/2014 | TJ Jiskra Staré Město                   |
| 2014/2015 | TJ Drslavice                            |
| 2015/2016 | TJ Drslavice                            |
| 2016/2017 | TJ Šumice                               |
| 2017/2018 | FK Uherský Ostroh                       |
| 2018/2019 | TJ Sokol Jankovice                      |
| 2019/2020 | FK Ostrožská Nová Ves                   |